# Leptosiaphos kilimensis
Leptosiaphos kilimensis (п'ятипалий сцинк кіліманджарський) — вид сцинкоподібних ящірок родини сцинкових (Scincidae). Мешкає в Східній Африці.

## Поширення і екологія
Кіліманджарські п'ятипалі сцинки мешкають в Південному Судані, Уганді, Кенії і Танзанії. Вони живуть у вологих гірських і рівнинних тропічних лісах, в рідколіссях і саванах, трапляються поблизу людських поселень. Ведуть денний і присмерковий спосіб життя. Живляться дрібними безхребетними, яких шукають в опалому листі. Самиці відкладають 2-4 яйця.